# Claudi Trifoní
Claudi Trifoní (en llatí Claudius Tryphoninus) va ser un jurista romà que va escriure en el regnat unit de Septimi Sever i del seu fill Caracal·la.
L'any 213 un rescripte de Caracal·la anava dirigit a Trifoní, potser com advocat del fisc, i tractava sobre un llegat, que una dama romana, Cornèlia Sàlvia havia deixat a la comunitat jueva d'Alexandria i no havia estat reclamat. Trifoní diu que donarà la seva opinió als seus "oients", entre els quals hi hauria els deixebles de Papinià. Es creu que va estudiar els escrits de Ciceró, ja que cita el discurs Pro Cluentio. Formava part del consilium de Septimi Sever, juntament amb Messius i Papinià. Va escriure 21 Libri Disputationum, dels que hi ha 79 insercions al Digesta. També va escriure unes notes sobre Quint Cervidi Escevola.